# Edwin Arthur Hall

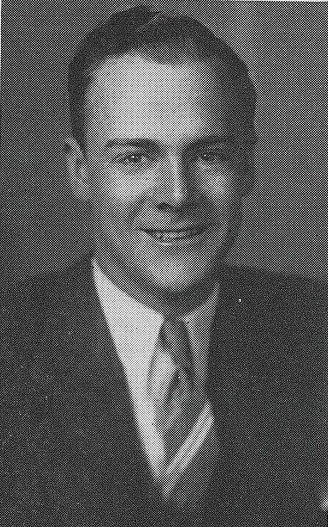
Edwin Arthur Hall

Edwin Arthur Hall (* 11. Februar 1909 in Binghamton, New York; † 18. Oktober 2004 in Montrose, Pennsylvania) war ein US-amerikanischer Politiker. Zwischen 1939 und 1953 vertrat er den Bundesstaat New York im US-Repräsentantenhaus.

## Werdegang
Edwin Hall war der Urenkel des Kongressabgeordneten John A. Collier (1787–1873). Er besuchte die öffentlichen Schulen seiner Heimat und danach die Cornell University in Ithaca. Später arbeitete er im Baugewerbe und im Bankgeschäft. Außerdem wurde er in der Landwirtschaft tätig. Gleichzeitig schlug er als Mitglied der Republikanischen Partei eine politische Laufbahn ein. Im Jahr 1935 war er Mitglied im Bezirksvorstand seiner Partei im Broome County; 1936 nahm er als Delegierter am regionalen Parteitag der Republikaner für den Bundesstaat New York teil. Zwischen 1937 und 1939 saß er im Gemeinderat von Binghamton.
Nach dem Tod des Abgeordneten Bert Lord wurde Hall bei der fälligen Nachwahl für den 34. Sitz von New York als dessen Nachfolger in das US-Repräsentantenhaus in Washington, D.C. gewählt, wo er am 7. November 1939 sein neues Mandat antrat. Nach fünf Wiederwahlen konnte er bis zum 3. Januar 1953 im Kongress verbleiben. Seit 1945 vertrat er dort den 37. Wahlbezirk seines Staates. Bis 1941 wurden die letzten New-Deal-Gesetze der Roosevelt-Regierung verabschiedet, denen Halls Partei eher ablehnend gegenüberstand. Seit 1941 war auch die Arbeit des Kongresses von den Ereignissen des Zweiten Weltkrieges geprägt. Hall erlebte auch den Beginn des Kalten Krieges und des Koreakrieges als Kongressabgeordneter.
1952 wurde er von seiner Partei nicht mehr zur Wiederwahl nominiert. In den Jahren 1953 und 1954 gehörte er zum Stab von Richard Knauf, einem Abgeordneten der New York State Assembly; von 1955 bis 1956 war er bei der New York State Civil Service Commission in Syracuse angestellt. Anschließend war er bis 1958 für den New York State Soil Conservation Service tätig. Zwischen 1962 und 1971 war er Mitglied verschiedener Schulausschüsse im Susquehanna County in Pennsylvania. Edwin Hall starb am 18. Oktober 2004 in Montrose.